# کلونی، فرانسه
کلونی، فرانسه (به فرانسوی: Cluny) یک کمون در فرانسه با جمعیت ۴٬۸۳۵ نفر است که در Canton of Cluny واقع شده‌است.